# Elias Khoury Slaiman Slaiman
Elias Khoury Slaiman Slaiman (* 16. August 1951 in Hekr Semaan) ist ein syrischer Priester und Bischof von Latakia.

## Leben
Elias Khoury Slaiman Slaiman empfing am 29. August 1987 die Priesterweihe. Papst Benedikt XVI. ernannte ihn am 16. Januar 2012 zum Bischof von Latakia.
Die Bischofsweihe spendete ihm der Maronitische Patriarch von Antiochien und des ganzen Orients, Béchara Pierre Raï OMM, am 25. Februar desselben Jahres; Mitkonsekratoren waren Youssef Anis Abi-Aad IdP, Erzbischof von Aleppo, und Antoine Nabil Andari, Kurienbischof in Antiochien.